# 安君贊
安君贊（1918年7月29日—？），譜名懋宗，字廷楨，號君贊，江蘇無錫人，化學工程專家。西南聯大化工系第一屆畢業生，第二次國共內戰爆發後赴臺灣發展，專攻制糖，曾任南靖糖廠廠長兼董事長。

## 生平
- 1918年，出生於江蘇省無錫縣安鎮。其父親安鹿平與他人共同經營無錫當地著名的義生絲廠。[3]
- 1938年，入學西南聯大化工系，時年20歲。[4]
- 1945年，安君贊受國民政府經濟部委派赴美國進行食品研習。期間走訪了紐約、華盛頓、紐奧爾良以及巴頓魯治。[5]
- 1946年，在美國研習近一年後，安君贊回國並著手整理資料，並於1947年2月發表名為《安君贊等關於中國糖業概況及歷年外糖傾銷情形的報告》的文章。[6]
- 1950年，因沈鎮南資匪案，安君贊聯同其他三十四位糖廠廠長致電沈鎮南總經理勸其不要辭職。[7]

## 軼事
- 1938年春，西南聯合大學開學，化工系師生由重慶回到昆明，在拓東路工學院恢復建制。秋季招收新生23人，當年錄取的新生的學號一律冠以A字，按姓氏拼音序排列，因此安君贊作為化工系一年級新生的學號為A0001。[4][8]
- 安君贊曾與謝明山、汪家鼎一同署名發表文章《褐煤之分析及煉焦試驗》。[8]